# 苅谷道郎
苅谷 道郎（かりや みちお、1942年1月5日 - ）は、日本の技術者、実業家。ニコン代表取締役社長兼最高経営責任者兼最高執行責任者や、同社代表取締役会長を務めた。

## 人物・経歴
神奈川県横浜市出身。1960年関東学院高等学校卒業。1965年横浜国立大学工学部応用化学科卒業。体育会ヨット部出身。無機化学を専攻し、1967年横浜国立大学大学院工学研究科修士課程修了、日本光学工業（現ニコン）入社。技術者としてレンズ開発などに携わった。1995年取締役相模原製作所長、1999年映像カンパニープレジデント。2001年常務。2002年精機カンパニープレジデント。2003年専務。2004年副社長。2005年社長兼CEO兼COO。2010年代表取締役会長。2011年JSR取締役。2012年ニコン相談役。2014年旭日重光章受章。